# Steinar Johnsen

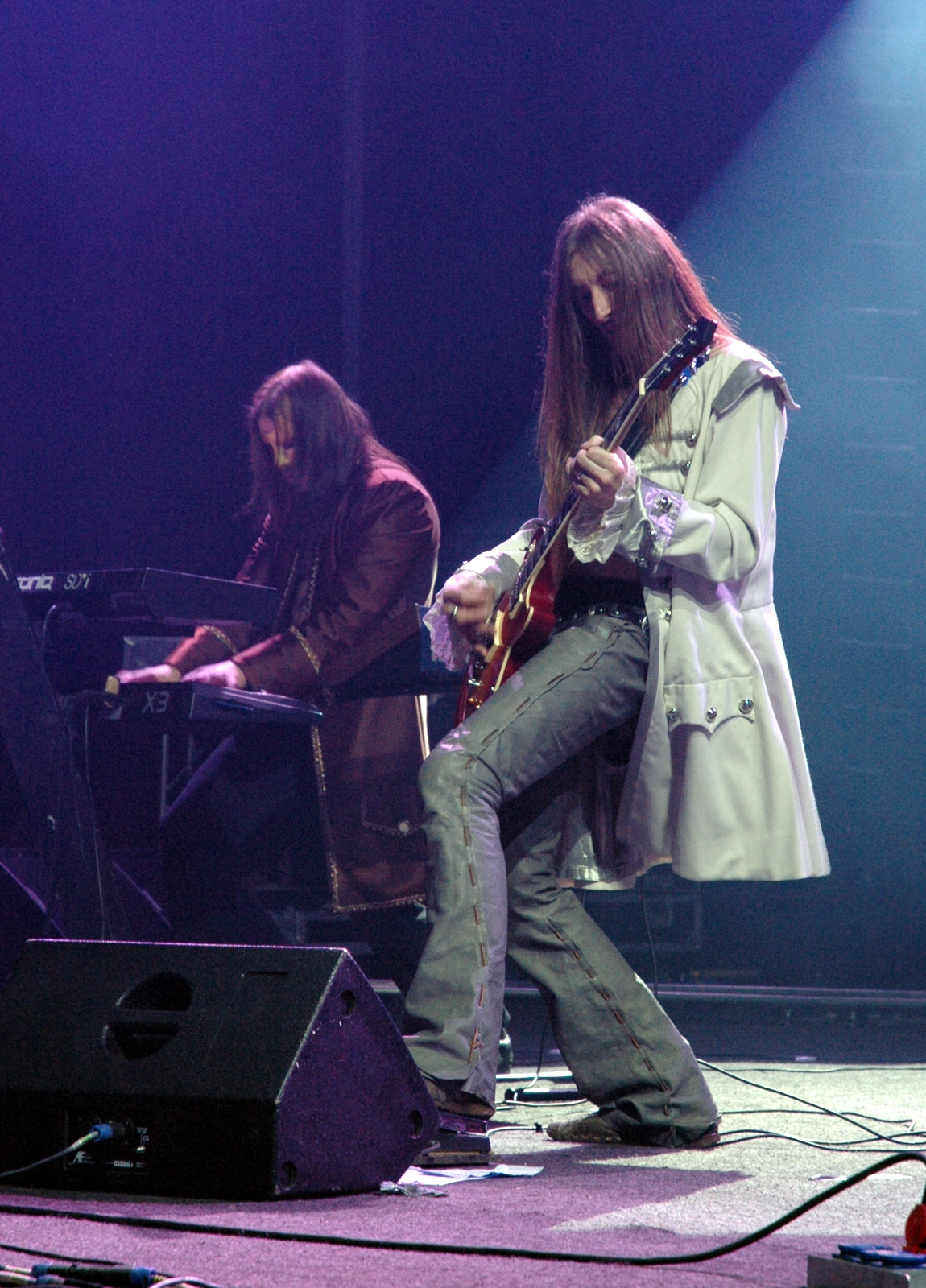
Steinar Johnsen (links) mit der Band Arcturus im Jahr 2005

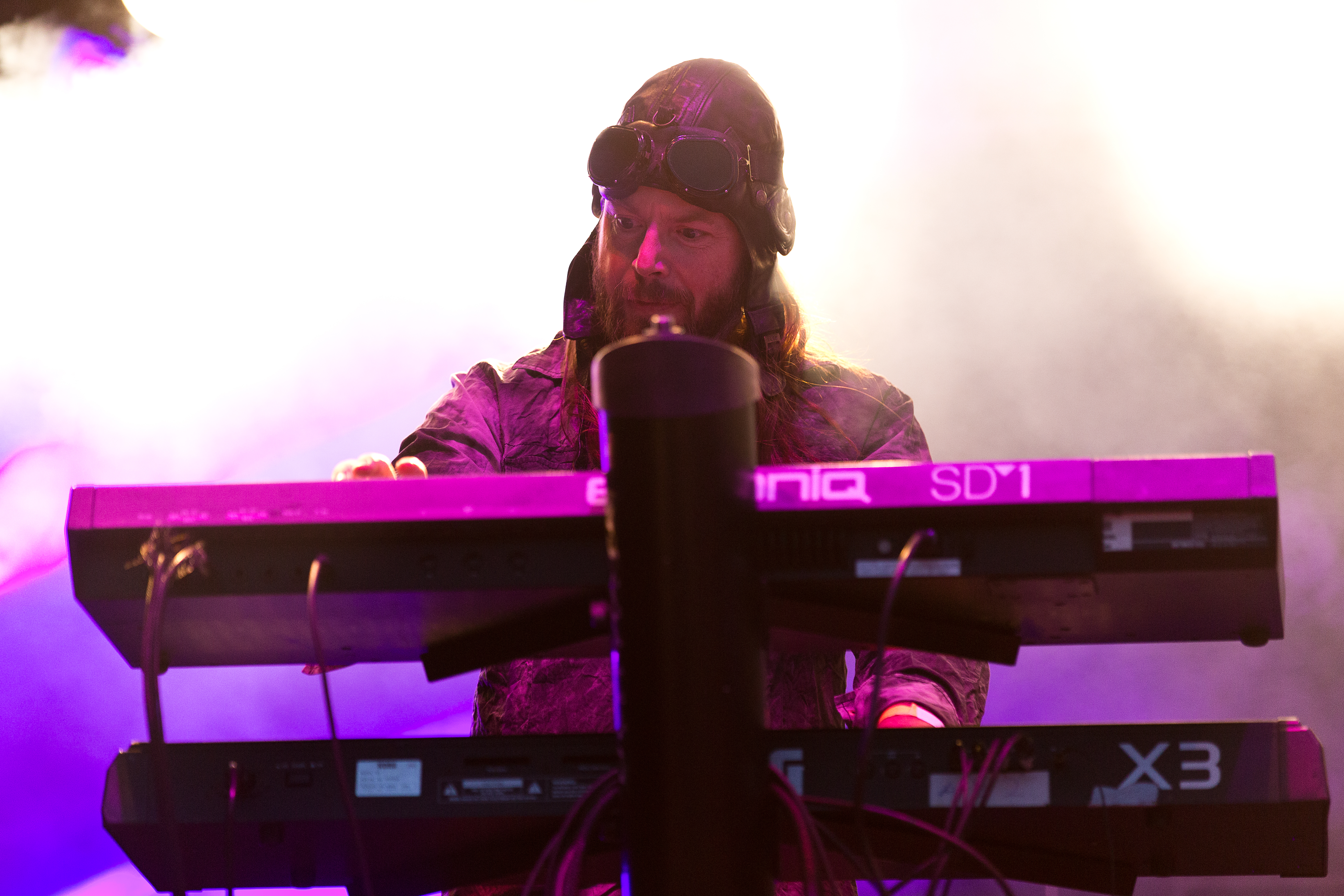
Steinar „Sverd“ Johnsen auf dem Party.San 2016

Steinar „Sverd“ Johnsen ist ein norwegischer Keyboarder und Komponist. Er ist vor allem für seine Arbeit bei Arcturus bekannt, war aber auch Mitglied und Gastmusiker bei weiteren Metal-Bands.

## Leben und Schaffen
Im Jahr 1987 gründete er mit Marius Vold und Jan Axel „Hellhammer“ Blomberg die Band Mortem, die ein Demo veröffentlichte und sich 1990 in Arcturus umbenannte. Johnsen blieb neben Blomberg über die Jahre das einzige konstante Mitglied der Band. Er war oft maßgeblich an den Kompositionen beteiligt, in denen er v. a. Einflüsse von Johann Sebastian Bach und Pjotr Iljitsch Tschaikowski verarbeitete.
Im Jahr 1994 war er unter dem Namen S.S. an Satyricons The Shadowthrone beteiligt, ein Jahr später trug er mit Emperor ein Lied zu der Kompilation Nordic Metal: A Tribute to Euronymous in Erinnerung an den 1993 ermordeten Øystein „Euronymous“ Aarseth bei und spielte auf Ulvers Debütalbum Bergtatt – Et Eeventyr i 5 Capitler. Mitte der 1990er gehörte Johnsen auch zur Live-Besetzung von Ved Buens Ende. Im Jahr 1998 wurde er vorübergehend Mitglied bei Covenant und nahm mit ihnen Nexus Polaris auf. Außerdem war er 2000 Gastmusiker auf Fleuretys Department of Apocalyptic Affairs.

## Diskografie
mit Arcturus
→ siehe Arcturus#Diskografie
mit Satyricon
- 1994: The Shadowthrone

mit Ulver
- 1995: Bergtatt – Et Eeventyr i 5 Capitler

mit Emperor
- 1995: Moon over Kara-Shehr auf Nordic Metal: A Tribute to Euronymous

mit Covenant
- 1998: Nexus Polaris

mit Fleurety
- 2000: Department of Apocalyptic Affairs